# Батурин, Анатолий Дмитриевич
 Батурин Анатолий Дмитриевич (1835—1906) — герольдмейстер Департамента герольдии Правительствующего Сената, обер-прокурор Межевого департамента Правительствующего Сената, камергер, тайный советник, сенатор.

## Биография
Анатолий (в Русском словаре А. А. Половцова ошибочно записан как Алексей) Дмитриевич Батурин родился 25 июля 1835 года в дворянской семье тайного советника Дмитрия Ивановича Батурина. 21 мая 1855 года окончил Императорское училище правоведения.
В службе и классном чине с 1855 года. Служил чиновником Министерства юстиции. В 1856—1858 годах — младший помощник секретаря 1-го отделения 3-го Департамента, а в 1858—1859 годах — секретарь 8-го Департамента Правительствующего Сената. В 1859—1862 годах — товарищ председателя Пензенской палаты гражданского суда. В 1860—1862 годах — директор Пензенского тюремного комитета. В 1862—1866 годах — товарищ председателя, а в 1866 году — председатель 1-го Департамента Санкт-Петербургской палаты гражданского суда. В 1866—1874 годах в звании камергера надворный советник был товарищем председателя Санкт-Петербургского окружного суда. В 1874 году пожалован в действительные статские советники. С 21 ноября 1874 по 2 августа 1878 года — герольдмейстер Департамента герольдии Правительствующего Сената. В 1878—1881 годах служил обер-прокурором Межевого департамента Правительствующего Сената. В 1881 году пожалован в тайные советники и стал сенатором.
Умер 8 ноября 1906 года.

## Награды
- ордена: Св. Станислава 2-й степени с императорской короной (1861), Св. Анны 2-й степени (1864), Св. Станислава 1-й степени (1876), Св. Владимира 2-й степени (1896);
- медали: «В память войны 1853—1856», «В память царствования императора Александра III»;
- знак отличия непорочной службы за XL лет.

## Семья
- Отец — Батурин Дмитрий Иванович (1798—30.03.1876) — Воронежский (28.05.1847—03.02.1854), коллежский советник и Вятский вице-губернатор (03.02.1854—09.07.1873), действительный статский советник, кавалер ордена Святой Анны 2-й степени с императорской короной. Похоронен на Ваганьковском кладбище.
- Братья: Николай (1826—1893); Дмитрий (1829); Александр (1831) — действительный статский советник, служил в МИД; Владимир (1834—1903), контр-адмирал; Константин (1837—1875).

Батурин Анатолий Дмитриевич был женат дважды. От первого брака родились четверо детей:
- Сын — Сергей (1859—1895) — штабс-ротмистр. Окончил Училище правоведения. Адъютант командующего войсками Одесского военного округа.
- Сын — Дмитрий (рожд. 1861—1905) — окончил юнкерское училище, служил в Смоленском драгунском полку, затем — в казачьем полку. Участник русско-японской войны 1904—1905 гг. Был женат на Ольге Александровне, урождённой Скорнякова-Писарева. Умер от тифа;
- Дочери: Вера (рожд. 1858), Мария (рожд. 1862).

Вторым браком сочетался с Ольгой Ивановной, урождённой Протасьевой. Дети в браке: Анатолий (1870—1891), служил в Гвардейской конной артиллерии; Александр (умер в пятилетнем возрасте); Ольга (рожд. 1872).
Семья Батуриных проживала в Санкт-Петербурге в Свечном пер., д. 14, после 1901 г. жила на Ивановской ул., 17.